# Lytta incommoda
Lytta incommoda is een keversoort uit de familie van oliekevers (Meloidae). De wetenschappelijke naam van de soort is voor het eerst geldig gepubliceerd in 1882 door Horn.